# Neustadt am Main
Neustadt am Main település Németországban, azon belül Bajorországban. Lakosainak száma 1254 fő (2023. december 31.). Neustadt am Main Lohr am Main, Steinfeld, Roden, Marktheidenfeld, Rothenfels, Fürstlich Löwensteinscher Park és Forst Lohrerstraße községekkel határos.

## Népesség
A település népessége az elmúlt években az alábbi módon változott:
| Lakosok száma | 720  | 857  | 779  | 1251 | 1251 | 1259 | 1271 | 1267 | 1249 | 1254 |
|               | 1875 | 1950 | 1975 | 2011 | 2013 | 2014 | 2016 | 2019 | 2021 | 2023 |